# Walckenaeria orientalis
Walckenaeria orientalis là một loài nhện trong họ Linyphiidae.
Loài này thuộc chi Walckenaeria. Walckenaeria orientalis được miêu tả năm 1985 bởi Oliger.